# 拉古纳
拉古纳是巴西圣卡塔琳娜州的一个市镇。总面积441平方公里，总人口50179人，人口密度113.8人/平方公里。